# Lawa Lawa
Lawa Lawa is een bestuurslaag in het regentschap Nias van de provincie Noord-Sumatra, Indonesië. Lawa Lawa telt 1171 inwoners (volkstelling 2010).